# Moritzburg (Sachsen)

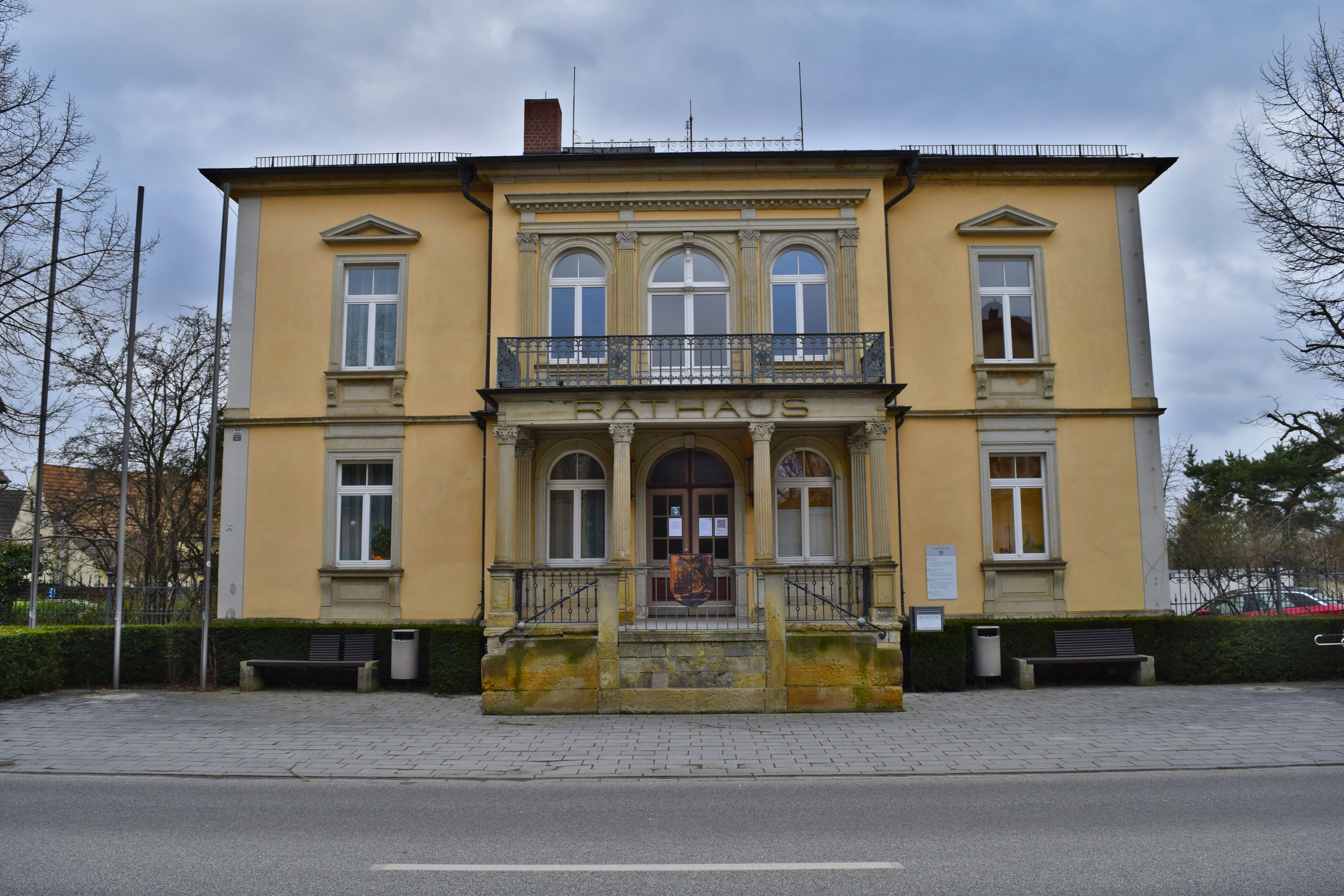
Rathaus von Moritzburg

Moritzburg ist eine Gemeinde in Sachsen, die bis 1934 den Namen Eisenberg-Moritzburg trug.
Der Ort ist vor allem durch das Jagd- und Barockschloss und als Sterbeort von Käthe Kollwitz bekannt.

## Geographie

### Lage
Moritzburg liegt in der Mitte Sachsens und ist in nordwestlicher Richtung etwa 13 Kilometer vom Stadtzentrum der Landeshauptstadt Dresden entfernt. Der Ort befindet sich im Landkreis Meißen und bildet eine Gemeinde mit den umliegenden Ortschaften. Moritzburg liegt inmitten des Landschaftsschutzgebietes Friedewald und Moritzburger Teichgebiet. Dieses Gebiet umfasst 22 Moritzburger Teiche mit etwa 418 Hektar Wasserfläche. Naturräumlich wird der Ort dem Westlausitzer Hügel- und Bergland zugeordnet. Das Hügelland liegt zwischen 124 m und 312 m über NN. Es gehört zur Lausitzer Platte und dem Meißener Massiv. Ein mäßig trockenes Klima herrscht vor.

### Nachbargemeinden
| Niederau  | Ebersbach                                   | Radeburg |
| Weinböhla | Kompassrose, die auf Nachbargemeinden zeigt | Radeburg |
| Coswig    | Radebeul                                    | Dresden  |

### Gemeindegliederung
Die folgende Tabelle gibt die Ortsteile der Gemeinde Moritzburg mit ihrer Einwohnerzahl zum 31. Dezember 2010 an:
| Ortsteil                                | Einwohner |
| --------------------------------------- | --------- |
| Auer                                    | 0199      |
| Boxdorf                                 | 2050      |
| Friedewald mit Buchholz und Dippelsdorf | 1087      |
| Moritzburg mit Eisenberg                | 2552      |
| Reichenberg                             | 1414      |
| Steinbach                               | 0927      |

## Geschichte

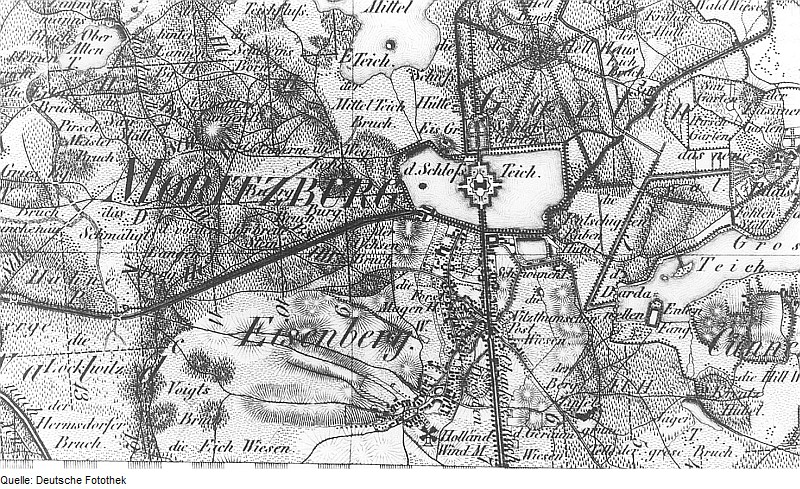
Schloss Moritzburg mit Eisenberg auf einer Karte aus dem 19. Jahrhundert

Die Gemeinde Moritzburg entstand aus der Landgemeinde Eisenberg, der auch ein Ortsteil namens Moritzburg angehörte. Dabei handelte es sich um das Schloss Moritzburg, die Gebäude in dessen näherer Umgebung und den dazugehörigen Gutsbezirk, also Ländereien und Wälder vom Fasanenschlösschen bis zum Ortsteil Auer. Schon vor 1900 erhielt die Gemeinde den Doppelnamen Eisenberg-Moritzburg. Im Jahr 1934 wurde die Gemeinde in Moritzburg um- und damit endgültig nach dem Schloss benannt.
Zu DDR-Zeiten wurde Moritzburg bekannt durch eine Ausbildungshilfe für das sozialistische Vietnam. Die DDR bot den Vietnamesen an, eine Zahl von Kindern hier ausbilden zu lassen. Im Juli 1955 begann dieses Ausbildungsprogramm zunächst für 149 vietnamesische Kinder im Alter zwischen neun und fünfzehn Jahren. Insgesamt wurden in Dresden und Moritzburg etwa 350 Kinder und Jugendliche ausgebildet und bis zum Facharbeiter- und Hochschulabschluss gebracht. Diese vietnamesischen „Moritzburger“ gingen zurück in ihr Land und unterhalten bis in die Gegenwart einen kulturellen Traditionsverein.
Von 1945 bis 1996 war im Wald bei Moritzburg der sogenannte „Schatz der Sachsen“ versteckt.
Die Gemeinde Moritzburg vergrößerte sich am 1. Januar 1996 um die Gemeinde Steinbach und am 1. Januar 1999 um Reichenberg, das außerdem die am 1. Januar 1994 eingegliederten Ortsteile Friedewald und Boxdorf mit einbrachte.

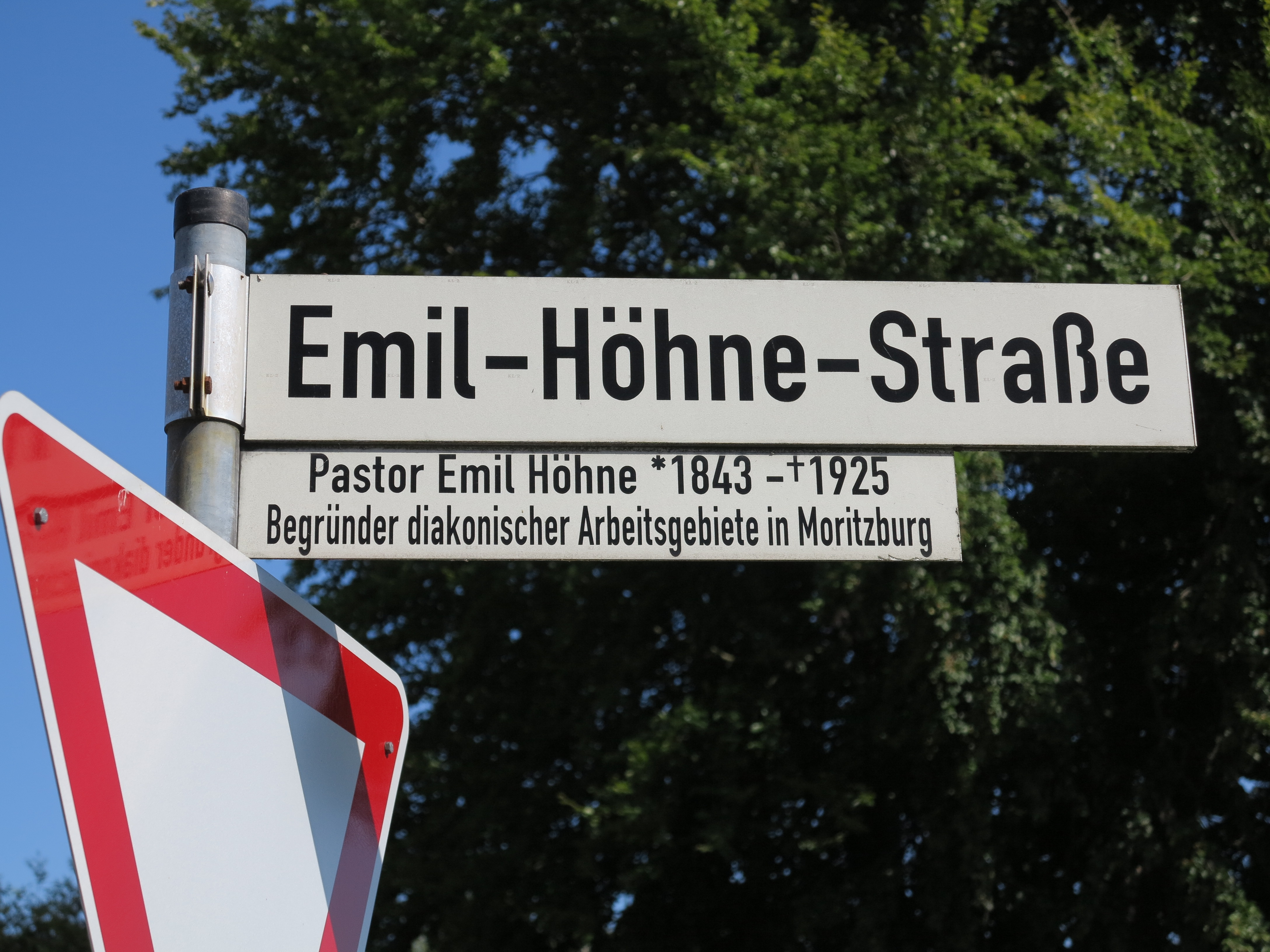
Die Emil-Höhne-Str. erinnert an den Begründer diakonischer Arbeit in Moritzburg

Die Emil-Höhne-Str. erinnert an den Begründer diakonischer Arbeitsgebiete in Moritzburg und daran, dass die diakonische Ausbildung und Arbeit ein wichtiger Standortfaktor ist.

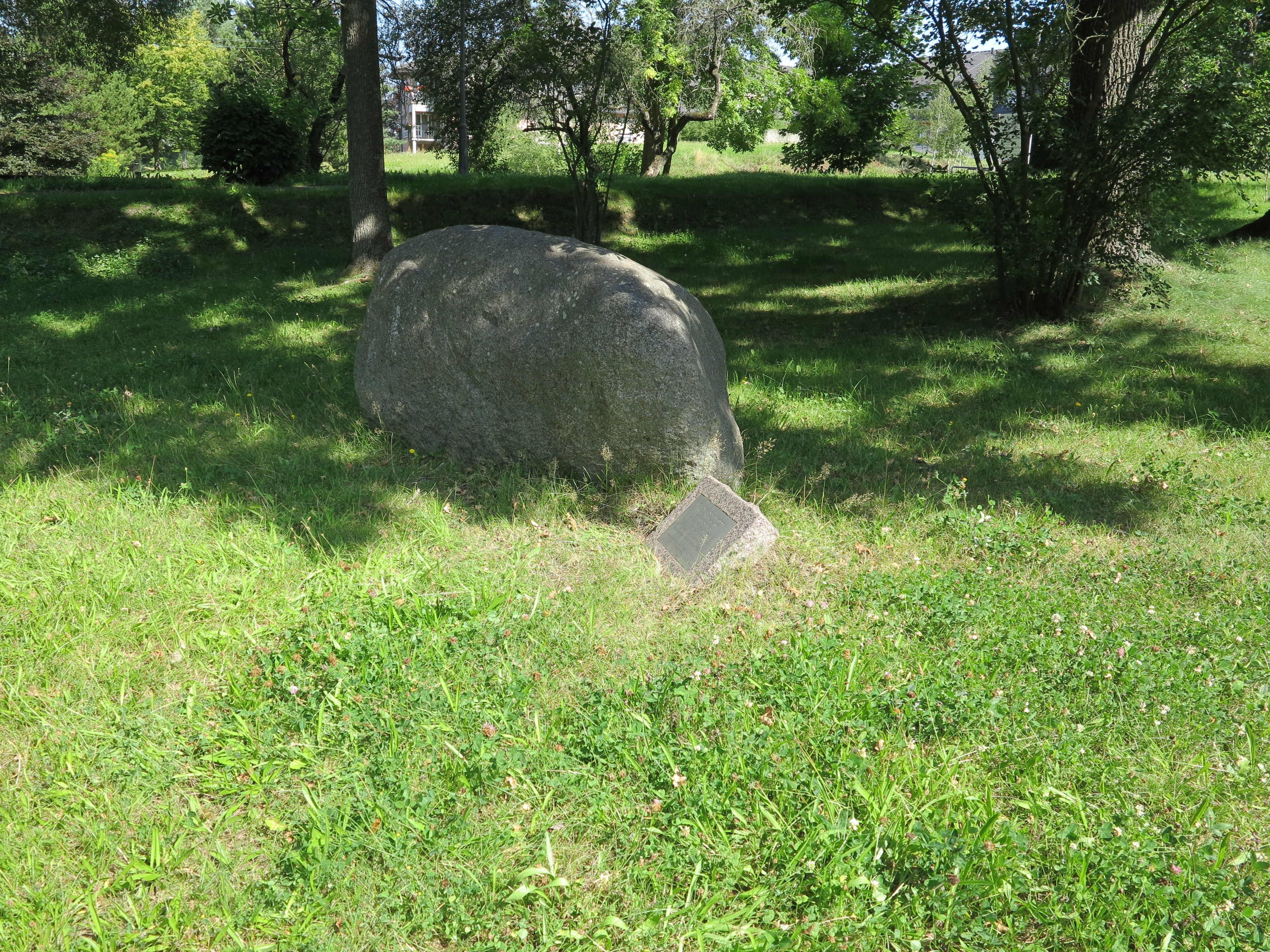
Ein Findling als „Stein des Anstosses“, Foto August 2025

Seit Juni 2001 erinnert ein Findling, ein „Stein des Anstoßes“, auf der Rasenfläche vor der Diakonischen Akademie für Fort- und Weiterbildung, Bahnhofstr. daran, dass auch aus Moritzburg Menschen zur Ermordung im Rahmen der sogenannten Euthanasie abgeholt wurden.

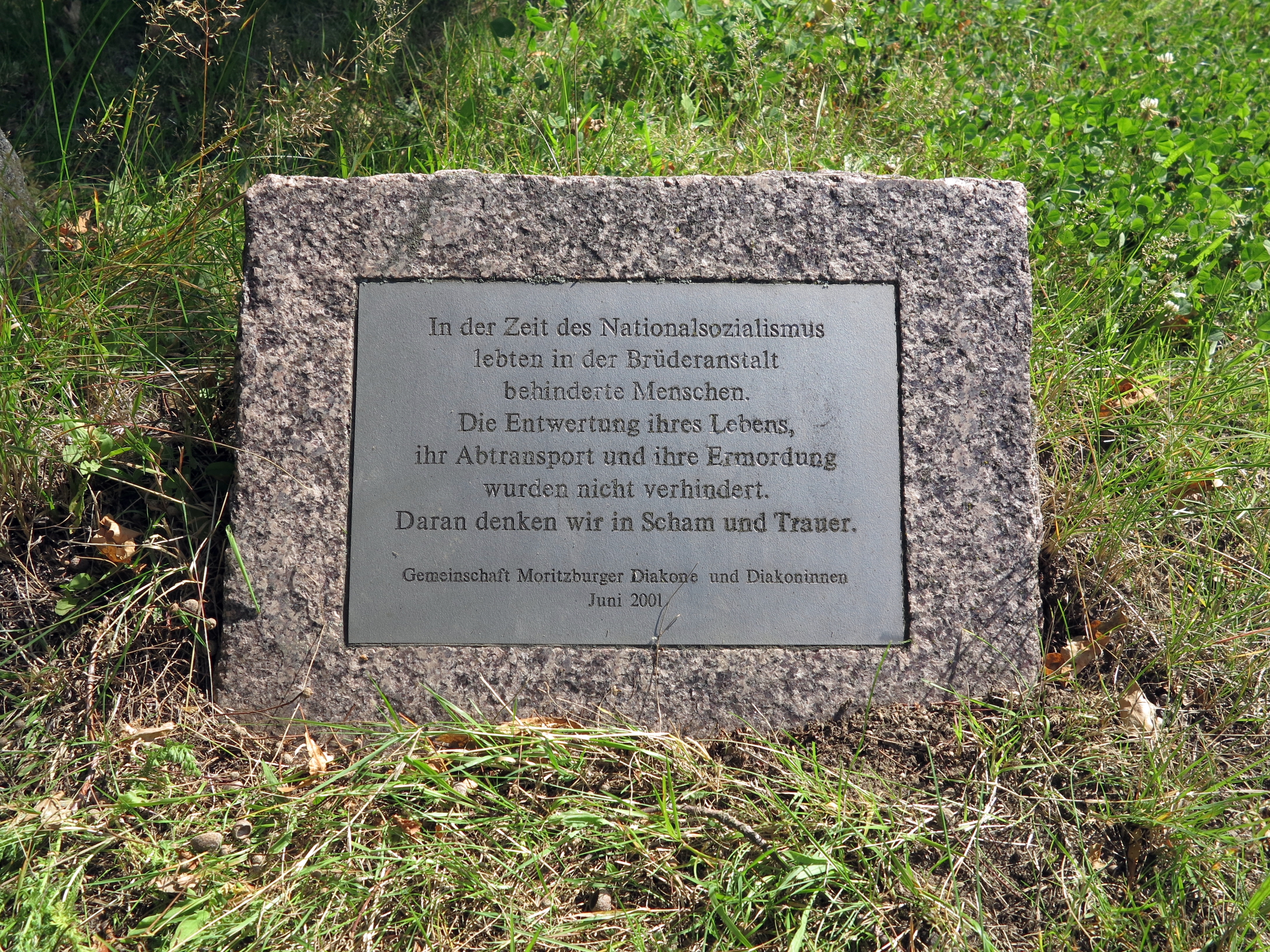
Widmungstafel zur Erinnerung an die Euthanasieopfer aus Moritzburg, Foto August 2025

## Politik

### Gemeinderat
Seit der Gemeinderatswahl am 9. Juni 2024 verteilen sich die 18 Sitze des Moritzburger Gemeinderats wie folgt auf die einzelnen Wahlvorschläge:
- CDU: 6 Sitze
- AfD: 5 Sitze
- SPD: 4 Sitze
- Freie Wähler Moritzburg: 1 Sitz
- Pro Steinbach: 1 Sitz
- Ortsforum Moritzburg: 1 Sitz

| Gemeinderat ab 2024Insgesamt 18 Sitze - SPD: 4 - FWM: 1 - Pro S: 1 - OF M: 1 - CDU: 6 - AfD: 5 | Wahlvorschlag           | 2024   | 2024   | 2019   | 2019   | 2014   | 2014   |
| Gemeinderat ab 2024Insgesamt 18 Sitze - SPD: 4 - FWM: 1 - Pro S: 1 - OF M: 1 - CDU: 6 - AfD: 5 | Wahlvorschlag           | Sitze  | in %   | Sitze  | in %   | Sitze  | in %   |
| Gemeinderat ab 2024Insgesamt 18 Sitze - SPD: 4 - FWM: 1 - Pro S: 1 - OF M: 1 - CDU: 6 - AfD: 5 | CDU                     | 6      | 34,3   | 5      | 28,1   | 8      | 40,4   |
| Gemeinderat ab 2024Insgesamt 18 Sitze - SPD: 4 - FWM: 1 - Pro S: 1 - OF M: 1 - CDU: 6 - AfD: 5 | AfD                     | 5      | 26,9   | 5      | 25,3   | –      | –      |
| Gemeinderat ab 2024Insgesamt 18 Sitze - SPD: 4 - FWM: 1 - Pro S: 1 - OF M: 1 - CDU: 6 - AfD: 5 | SPD                     | 4      | 22,1   | 4      | 22,6   | 5      | 23,5   |
| Gemeinderat ab 2024Insgesamt 18 Sitze - SPD: 4 - FWM: 1 - Pro S: 1 - OF M: 1 - CDU: 6 - AfD: 5 | Freie Wähler Moritzburg | 1      | 6,6    | 1      | 9,8    | 2      | 11,4   |
| Gemeinderat ab 2024Insgesamt 18 Sitze - SPD: 4 - FWM: 1 - Pro S: 1 - OF M: 1 - CDU: 6 - AfD: 5 | Pro Steinbach           | 1      | 5,7    | 1      | 6,7    | 1      | 6,2    |
| Gemeinderat ab 2024Insgesamt 18 Sitze - SPD: 4 - FWM: 1 - Pro S: 1 - OF M: 1 - CDU: 6 - AfD: 5 | Ortsforum Moritzburg    | 1      | 4,4    | –      | –      | –      | –      |
| Gemeinderat ab 2024Insgesamt 18 Sitze - SPD: 4 - FWM: 1 - Pro S: 1 - OF M: 1 - CDU: 6 - AfD: 5 | Linke                   | –      | –      | 1      | 7,5    | 1      | 9,4    |
| Gemeinderat ab 2024Insgesamt 18 Sitze - SPD: 4 - FWM: 1 - Pro S: 1 - OF M: 1 - CDU: 6 - AfD: 5 | FDP                     | –      | –      | –      | –      | 1      | 6,3    |
| Gemeinderat ab 2024Insgesamt 18 Sitze - SPD: 4 - FWM: 1 - Pro S: 1 - OF M: 1 - CDU: 6 - AfD: 5 | FUW                     | –      | –      | –      | –      | –      | 2,8    |
| Gemeinderat ab 2024Insgesamt 18 Sitze - SPD: 4 - FWM: 1 - Pro S: 1 - OF M: 1 - CDU: 6 - AfD: 5 | Wahlbeteiligung         | 77,2 % | 77,2 % | 72,7 % | 72,7 % | 56,9 % | 56,9 % |

### Bürgermeister
Die letzte Bürgermeisterwahl fand am 15. März 2020 statt. Dabei wurde Jörg Hänisch mit 78,6 % erneut nach 2013 zum Bürgermeister gewählt.
| Wahl | Bürgermeister   | Vorschlag | Wahlergebnis (in %) |
| ---- | --------------- | --------- | ------------------- |
| 2020 | Jörg Hänisch    | Hänisch   | 78,6                |
| 2013 | Jörg Hänisch    | SPD       | 53,5                |
| 2006 | Georg Reitz     | CDU       | 94,3                |
| […]  |                 |           |                     |
| 1994 | Andreas Timmler | F.D.P.    | 93,5                |

### Städtepartnerschaften
- Cochem (Rheinland-Pfalz)

## Kultur und Sehenswürdigkeiten

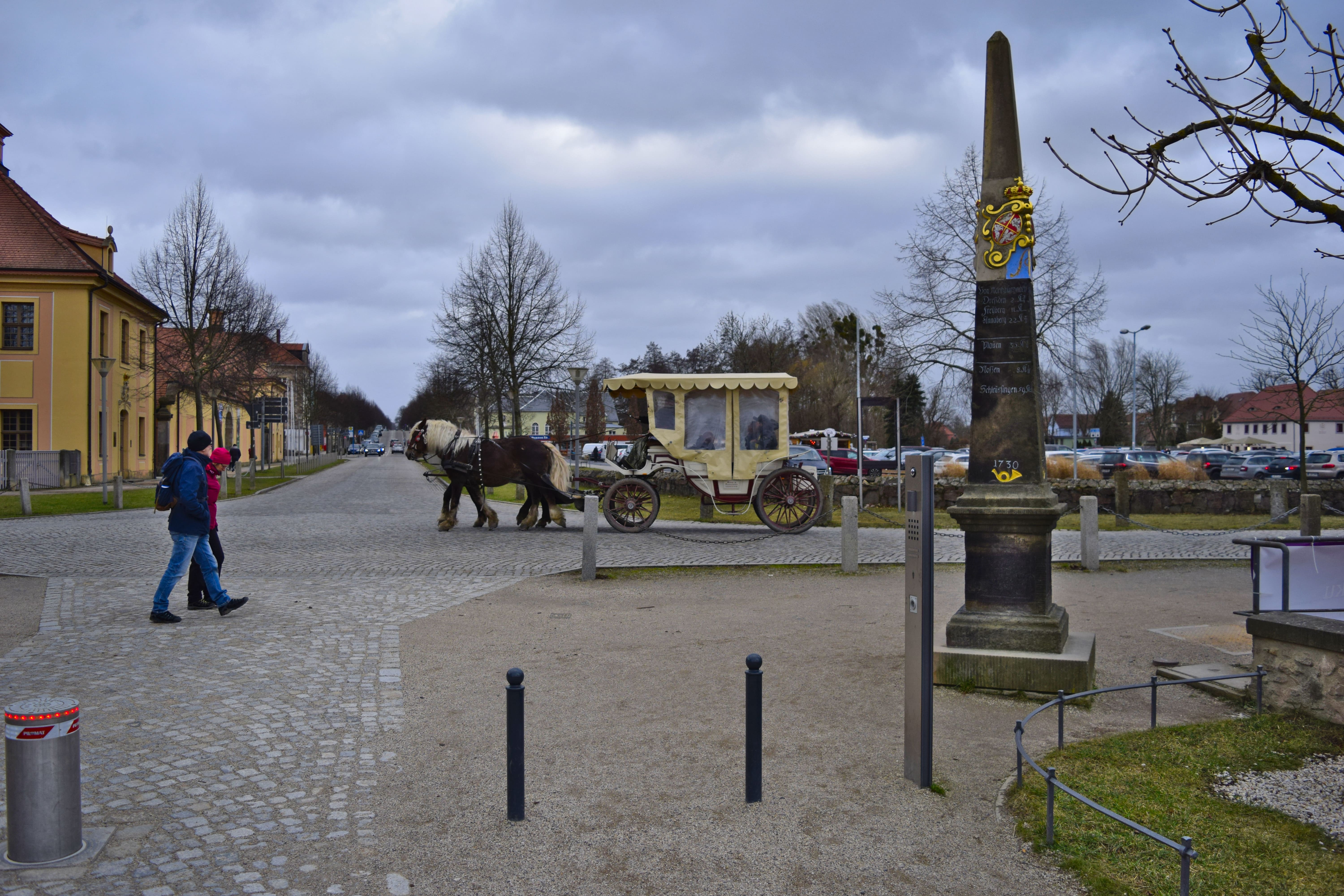
Pferdekutsche und Postmeilensäule an der Moritzburger Brücke

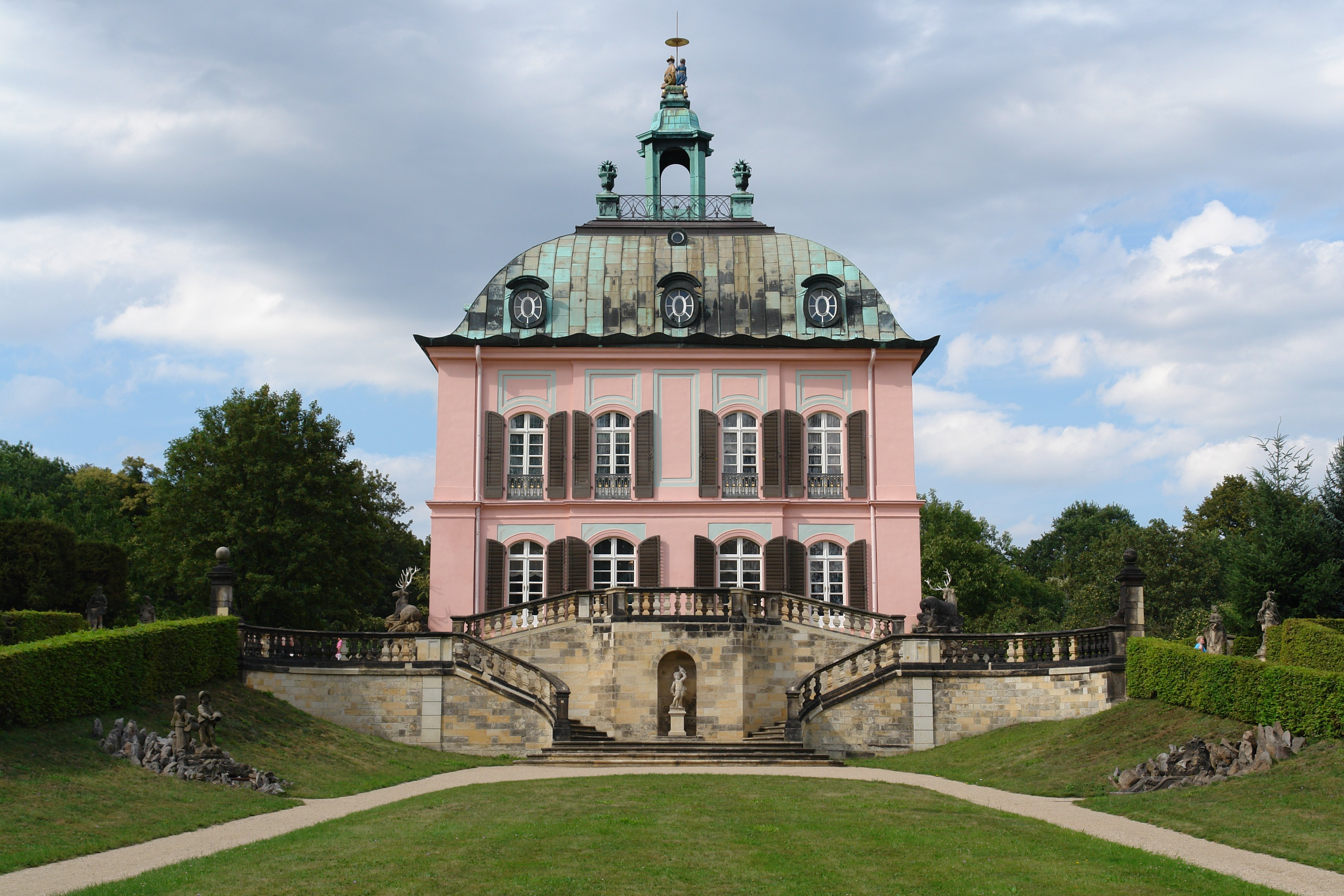
Fasanenschlösschen

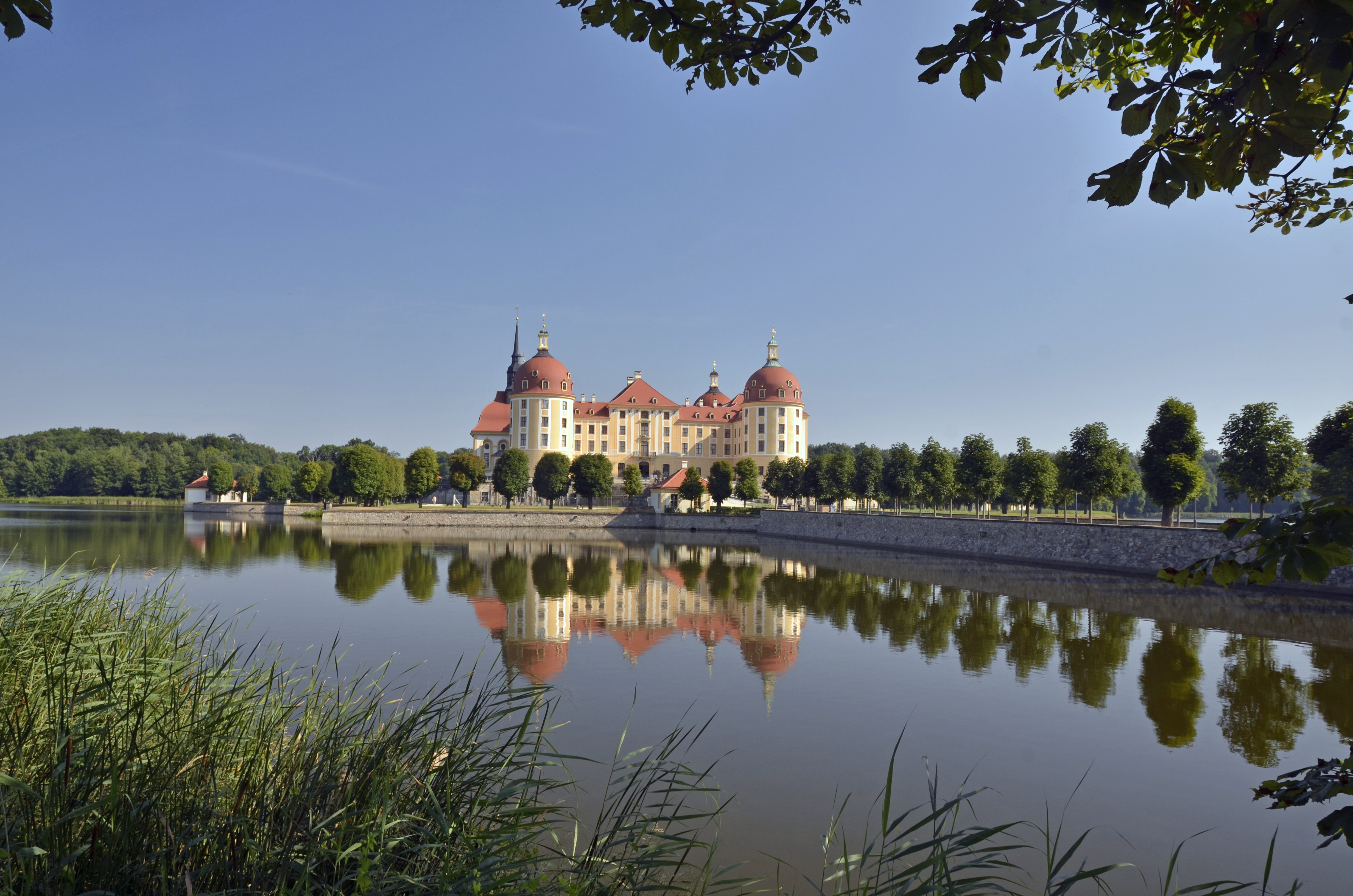
Schloss Moritzburg

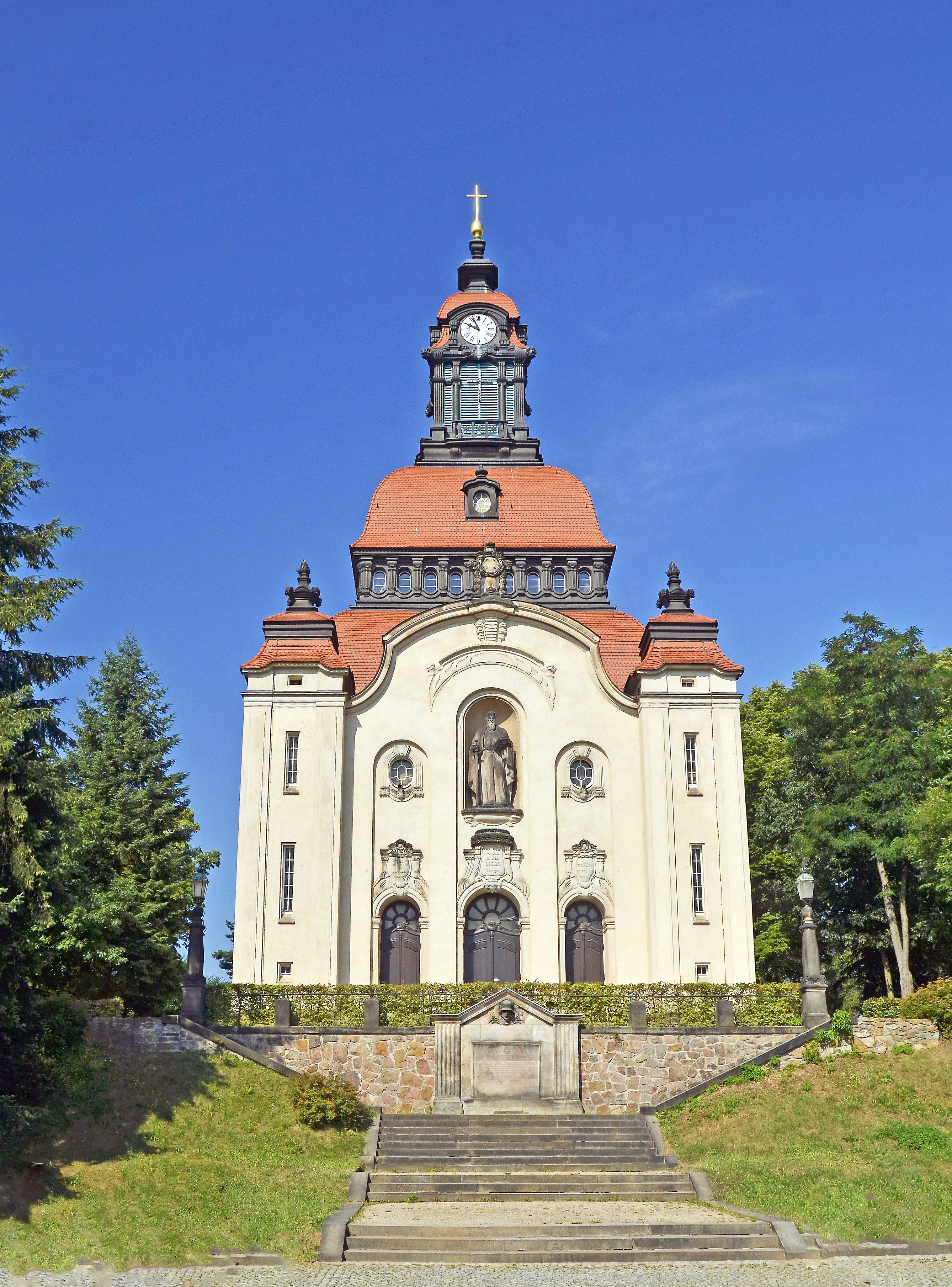
Evang.-lutherische Kirche

### Bauwerke
Bekannteste Sehenswürdigkeit von Moritzburg ist das Jagdschloss Moritzburg. Weitere Sehenswürdigkeiten sind
- Fasanenschlösschen
- Haus des Pferdes
- Käthe-Kollwitz-Haus Moritzburg
- Evang.-Luth. Moritzburger Kirche
- Leuchtturm am Fasanenschlösschen
- Rotes Haus, Dippelsdorf
- Landgestüt Moritzburg
- Lößnitzgrundbahn
- Wildgehege Moritzburg
- Boxdorfer Windmühle

### Veranstaltungen
Es gibt eine Reihe von regelmäßig wiederkehrenden Veranstaltungen.
- Hochzeitsmesse
- Hengstparade
- Moritzburg Festival
- Moritzburger Fisch- und Waldfest (Abfischen des Schlossteichs Ende Oktober)
- Schloss-Triathlon Moritzburg
- Carnevals Club Moritzburg e. V.

## Kulturlandschaft Moritzburg GmbH
Die Kulturlandschaft Moritzburg GmbH ist eine 100%ige Tochter der Gemeinde Moritzburg. Die Aufgaben der Kulturlandschaft Moritzburg sind in mehrere Bereiche aufgeteilt:
1. Betrieb des Ferienparks & Campingplatz Bad Sonnenland, mit Bungalows, Zelt- und Wohnwagenplätzen,
2. Betrieb der Tourist-Information Moritzburg,
3. Betrieb der Parkplätze in und um Moritzburg,
4. Organisation und logistische Unterstützung von Großveranstaltungen in Moritzburg sowie
5. touristische Vermarktung der Gemeinde Moritzburg

## Wirtschaft und Infrastruktur

### Verkehr
Moritzburg ist über Staatsstraßen mit Dresden (mit Anbindung an die Bundesautobahn 4), Radeburg (mit Anbindung an die Bundesautobahn 13) und Meißen verbunden. Die schmalspurige Lößnitzgrundbahn verbindet Moritzburg mit Radebeul und Radeburg. Den Anfang der dammartigen Schlossauffahrt flankieren zwei verkehrsgeschichtlich interessante, teilweise noch originale kursächsische Postdistanzsäulen von 1730, die sonst nur vor den Stadttoren oder auf dem Marktplatz der Städte aufgestellt wurden, mit Entfernungsangaben in Wegstunden (1 St. = 4,531 km) zu Städten, Poststationen, aber auch damals sächsischen Burgen und Schlössern.

### Wirtschaft
Die örtliche Wirtschaft ist zu großen Teilen vom Tourismus geprägt. In Moritzburg ist das Gestüt Moritzburg, ein Wirtschaftsbetrieb des Freistaates Sachsen, ansässig. Die Ursprünge des Gestütes gehen auf die Jagdleidenschaft Augusts des Starken (1670–1733) und den durch ihn veranlassten Umbau des Schlosses zum Jagdschloss zurück. Mit der Pferdezucht wurde 1828 in den nunmehr königlichen Jagdstallungen begonnen.

### Verkehrsanbindung
- Autobahnen: Bundesautobahn 13 und Bundesautobahn 4
- Anbindung an überregionale Verkehrsnetze durch S 80, S 81 und S 179
- Bus nach Dresden, Coswig, Radeburg, Großenhain
- Schmalspurbahn Radebeul Ost–Radeburg mit Anschluss zur S-Bahn 1 nach Dresden

## Bildung
In Moritzburg befindet sich die Evangelische Fachhochschule für Religionspädagogik und Gemeindediakonie.

## Persönlichkeiten

### In Moritzburg geborene Persönlichkeiten
- Samuel Locke (1710–1793), Architekt
- Albert Kasimir von Sachsen-Teschen (1738–1822), Kunstmäzen
- Carl Ludwig Alfred Fiedler (1835–1921), Mediziner
- Bruno Adam (1846–1918), Architekt
- Fritz Krause (1881–1963), Ethnologe und Hochschullehrer
- Curt Trepte (1902–1990), Schauspieler, Theaterleiter
- Wilhelm Rühle (1906–1993), Orgelbauer
- Inge Brüx-Gohrisch (* 1939), Grafikerin und Illustratorin

### Mit dem Ort in Verbindung stehende Persönlichkeiten
- Moritz von Sachsen (1521–1553), Kurfürst
- Janko Peranski († 1689), Kommandant der Kroatischen Reiter von Johann Georg II. und örtlicher Amtshauptmann
- August der Starke (1670–1733), Kurfürst von Sachsen
- Johann Gottlob Horn (1680–1754), Hofhistoriograph
- Friedrich August I. (1750–1827), erster König von Sachsen
- Käthe Kollwitz (1867–1945), Bildhauerin und Grafikerin
- Theodor Meentzen (1875–1963),[A 1] Schriftsteller, Publizist
- Ernst Heinrich von Sachsen (1896–1971), Wettiner
- Gertrud Seltmann-Meentzen[A 2] (1901–1985), Unternehmerin, Pionierin der Herstellung und Anwendung von Naturkosmetik
- Charlotte Meentzen (1904–1940), Unternehmerin, Pionierin der Herstellung und Anwendung von Naturkosmetik
- Karl Timmler (1906–1996), Maler, Grafiker und Keramiker
- Erik Mailick (1907–1990), Maler, Grafiker, Aktivist des Wildtierschutzes, Ehrenbürger
- Horst Paul (1910–1997), Arzt, Ehrenbürger
- Walter Henn (1912–2006), Architekt und Hochschullehrer
- Kurt Ströer (1921–2013), Diakon und Jugendwart der Evangelisch-Lutherischen Landeskirche Sachsens
- Wilhelm Knabe (1923–2021), Rekultivierungsforscher und Mitbegründer von Bündnis 90/Die Grünen, lebte von 1936 bis 1952 in Moritzburg
- Karlheinz Blaschke (1927–2020), deutscher und sächsischer Archivar und Historiker
- Hans Georg Anniès (1930–2006), Druckgraphiker und Bildhauer
- Roland Adolph (1946–1997), evangelischer Pfarrer
- Michael Muster (* 1946), Rechtsanwalt und Politiker (Die blaue Partei, zuvor AfD)
- Kirsten Muster (* 1960), Rechtsanwältin und Politikerin (Die blaue Partei, zuvor AfD)
- Jan Vogler (* 1964), Cellist und künstlerischer Leiter des Moritzburg Festivals
- Stephan Grossmann (* 1971), Schauspieler,  aufgewachsen in Moritzburg
- Martin Dulig (* 1974), Sächsischer Staatsminister für Wirtschaft, Arbeit und Verkehr und stellvertretender Ministerpräsident
- Walther Hultsch (1890–1983), Baureferent der Landeskirche Sachsen, Denkmalpfleger, Jurist
- Erich Karl Knabe (1882–1940), deutscher evangelisch-lutherischer Geistlicher, Gegner der Euthanasie
- Magdalena Kupfer (1910–2011) war von 1951 bis 1976 Dozentin für Pädagogik und Psychologie am Evangelisch-Lutherischen Diakonenhaus Moritzburg
- Roland Adolph (1946–1997) Rektor des Diakonenhauses erwirkte Rückgabe von Nazis enteigneter Gebäude und Grundstücke